# Alsheim
Alsheim – miejscowość i gmina w Niemczech, w kraju związkowym Nadrenia-Palatynat, w powiecie Alzey-Worms, wchodzi w skład gminy związkowej Eich.

## Współpraca
Miejscowości partnerskie:
- Nossen, Saksonia
- Pesmes, Francja